# 熊代熊斐

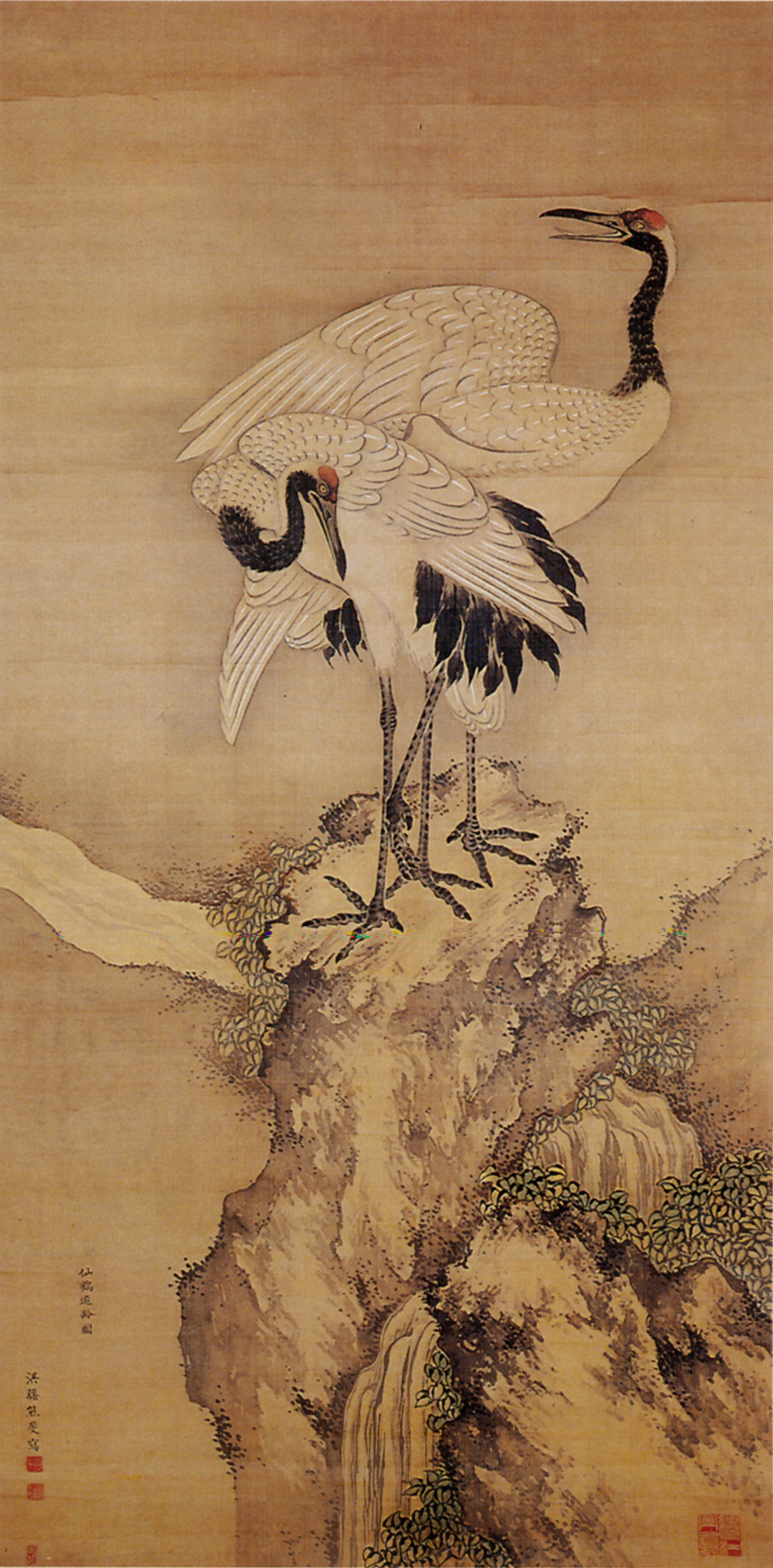
仙鶴遐齢図（絹本着色、江戸時代中期）

熊代 熊斐（くましろ ゆうひ、正徳2年（1712年） - 安永元年12月28日（1773年1月20日））は、江戸時代中期の長崎で活躍した画家。江戸時代の南宋画の先駆者。沈南蘋の彩色花鳥画の技法を多くの門人に伝え国内に広めた。この一派は南蘋派として知られ、当時の画壇に大きな影響をもたらした。
本姓は神代（くましろ）氏。名は斐（あやる）、字を淇瞻（きせん）、号を繡江（しゅうこう）。通称は彦之進のちに甚左衛門。唐風に熊斐と名乗った。

## 生涯

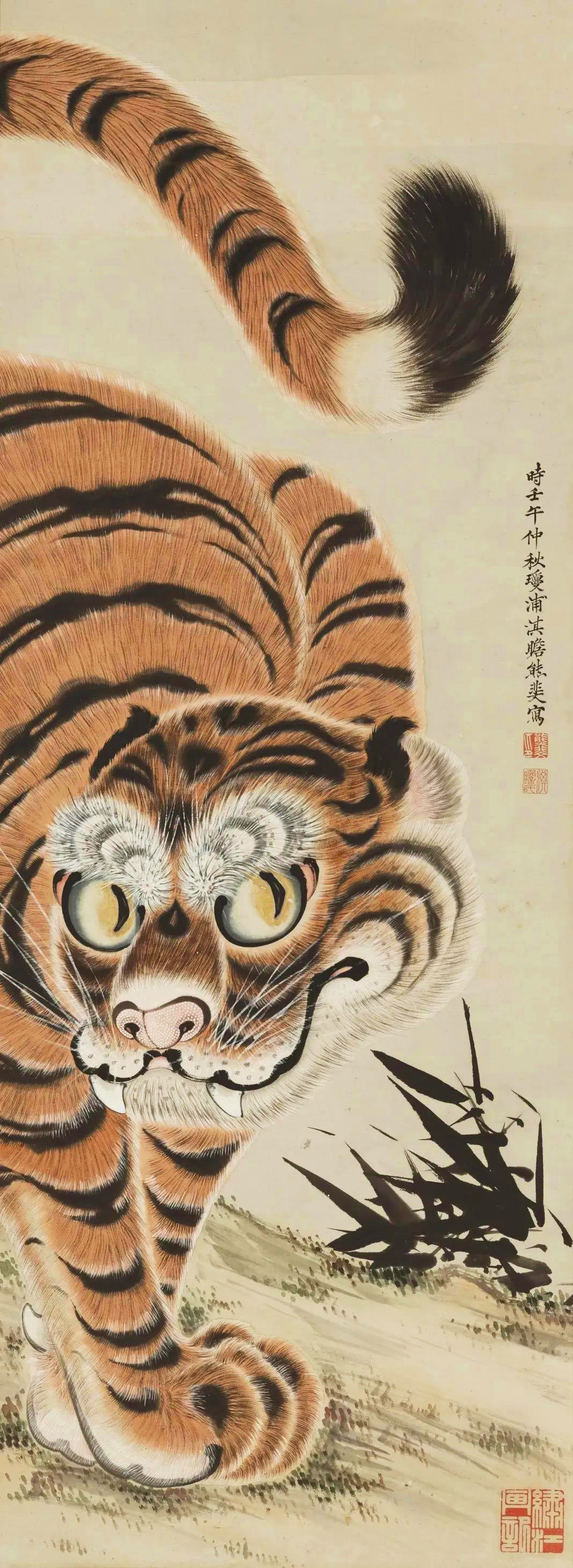
虎図, 1762

代々唐通事であった神代家の養子となり、21歳で内通事小頭見習となり、小頭を経て稽古通事まで昇進するも役人としては生涯低い地位だった。
画技は、はじめ唐絵目利御用絵師である渡辺秀石の門で学んだ。その後、享保17年（1732年）から1年あまり長崎に滞在中の沈南蘋に直接師事した。入門の口利きをしたのは上司である大通事官の梅三十郎だったという。続いて来日した沈南蘋の弟子である高乾にも教えを受けた。日本人として沈南蘋の唯一の直弟子となり、その後南蘋流の彩色花鳥画の第一人者として多くの弟子を育てその画風を全国に広めた。
当時、沈南蘋の作品は得難くその代用とはいえ、熊斐の画は高く評価され好事家などに多く求められた。徳川宗勝などはわざわざ清から絹を輸入させて熊斐に描かせている。
熊斐は世俗には無欲で、師となった沈南蘋を生涯にわたり敬愛した。娘婿の森蘭斎は『蘭斎画譜』で熊斐の小伝を伝えている。

## 門弟
門弟に宋紫石・鶴亭・森蘭斎等がいる。次男の熊斐文と三男の熊斐明も父を継いで絵師となった。

## 代表作

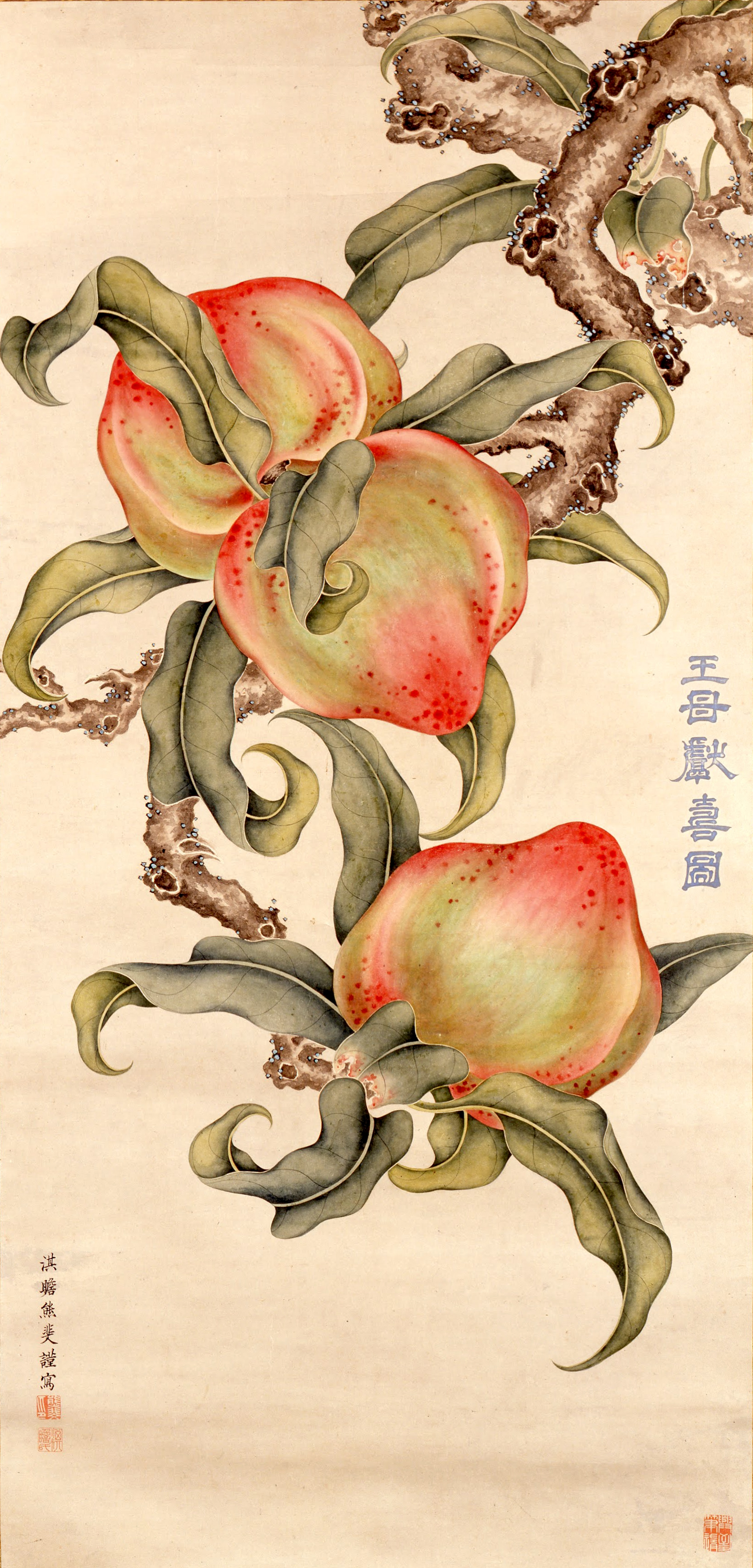
王母献寿図

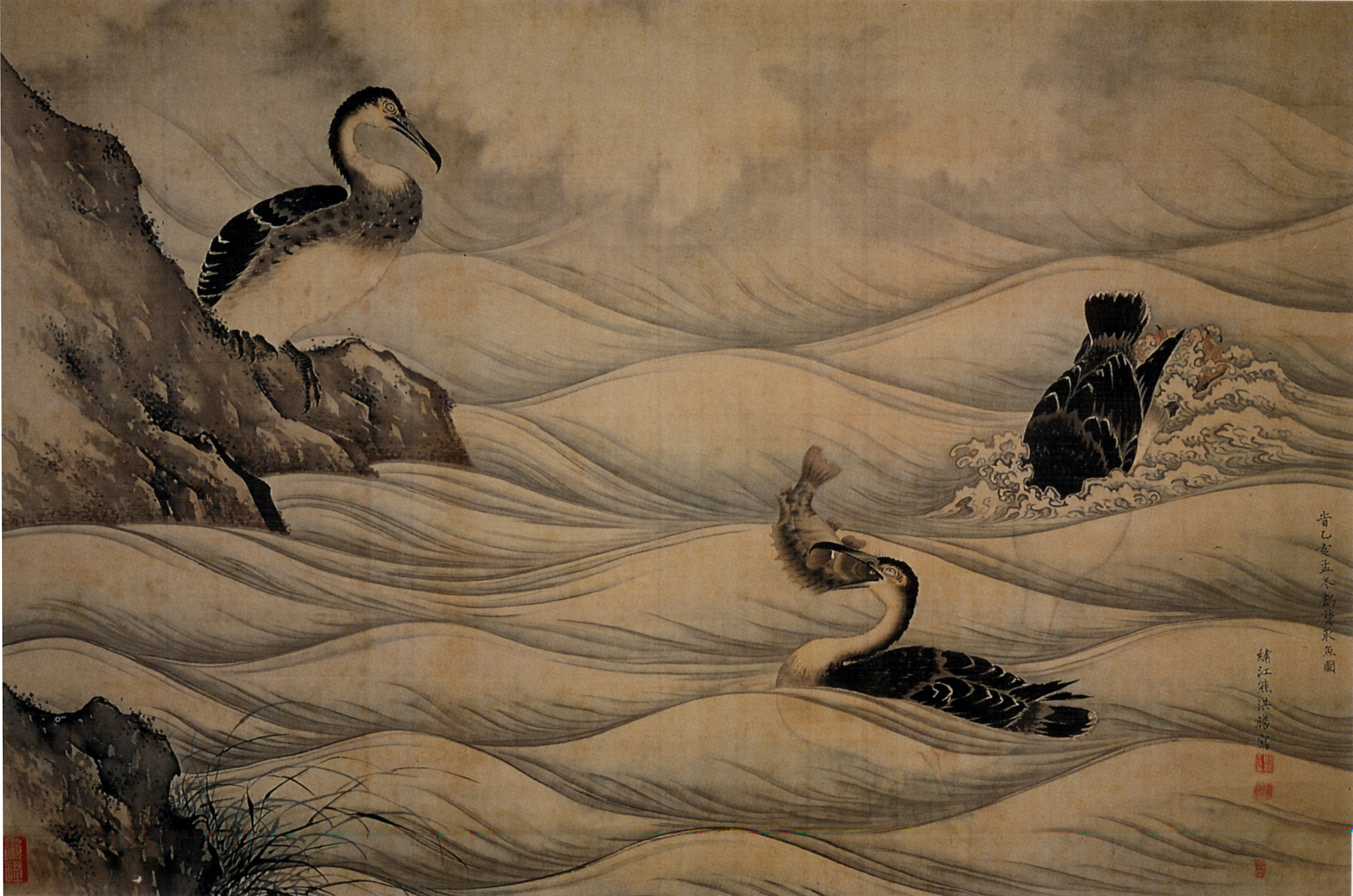
鸕鶿捉魚図（絹本着色 宝暦5年（1755年）徳川美術館蔵

| 作品名                   | 技法         | 形状・員数     | 寸法（縦x横cm） | 所有者                       | 年代                           | 落款・印章                                                                                    | 備考 |
| ------------------------ | ------------ | -------------- | --------------- | ---------------------------- | ------------------------------ | --------------------------------------------------------------------------------------------- | --- |
| 花鳥図屏風               | 絹本著色     | 六曲一双押絵貼 | 各162.1x50.3    | 徳川美術館                   | 1753年-1754年（宝暦3年-4年）頃 |                                                                                               | 尾張藩主徳川宗勝が長崎奉行菅沼定秀、町年寄薬師寺右衛門を通じて注文、下記の「鸕鶿捉魚図」「猛虎震威図」「一路功名図」も同様の経緯で注文された。 |
| 鸕鶿捉魚図               |              | 1幅            |                 | 徳川美術館                   |                                |                                                                                               | |
| 猛虎震威図               |              | 1幅            |                 | 徳川美術館                   |                                |                                                                                               | |
| 一路功名図               | 絹本淡彩     | 1幅            | 117.3x46.2      | 神戸市立博物館               |                                |                                                                                               | |
| 双鶴図                   | 絹本著色     | 1幅            | 102.8x40.7      | 神戸市立博物館               |                                |                                                                                               | |
| 月下芦蟹図               | 絹本著色     | 1幅            | 95.0x32.5       | 神戸市立博物館               |                                |                                                                                               | |
| 五位鷺図                 | 絹本著色     | 1幅            | 104.1x35.0      | 神戸市立博物館               |                                |                                                                                               | |
| 仙鶴遐齢図               |              | 1幅            |                 | 神戸市立博物館               |                                |                                                                                               | |
| 波に鵜図                 | 絹本墨画淡彩 | 1幅            | 52.5x81.8       | 東京国立博物館               | 宝暦年間                       | 款記「崎陽繡江熊斐筆」/「熊斐」白文方印・「繡江」朱文方印・「興到筆随」白文方印               | |
| 鯉魚跳龍門図（登龍門図） | 絹本著色     | 1幅            | 129.6x53.1      | 長崎歴史文化博物館           | 宝暦年間                       | 款記「繡江熊斐寫」/「熊斐」白文方印・「繡江」朱文方印・「遊於芸」朱文方印                     | 重要文化財（2019年指定） |
| 柳下鵜図                 |              | 1幅            |                 | 長崎市立博物館               |                                |                                                                                               | |
| 柳下鵜図                 | 紙本墨画淡彩 | 1幅            | 116.0x42.3      | 長崎歴史文化博物館           |                                |                                                                                               | |
| 虎図                     | 紙本著色     | 1幅            | 133.0x47.6      | 個人                         | 1762年（宝暦12年）             | 款記「時壬午仲秋瓊浦淇瞻熊斐寫」/「熊斐印」白文方印・「淇瞻氏」朱文方印・「繡江画記」白文方印 | |
| 松鷲梅孔雀図屏風         | 紙本金地墨画 | 六曲一双       | 各154.0x357.0   | 山形美術館長谷川コレクション |                                |                                                                                               | 山形県指定文化財 |